# Kargerov algoritam
U informatici i teoriji grafova, Kargerov algoritam je algoritam nasumične metode koji određuje minimalan rez povezanog grafa. Izmislio ga je Dejvid Karger i prvi put objavio 1993.
Ideja algoritma je bazirana na konceptu skraćivanja grana {\displaystyle (u,v)} u neorijentisanom grafu {\displaystyle G=(V,E)}. Neformalno govoreći, , skraćivanje broja grana spaja čvorove {\displaystyle u} i {\displaystyle v} u jedan, smanjujući ukupan broj čvorova u grafu za jedan. Sve ostale grane koje spajaju {\displaystyle u} ili {\displaystyle v} su "ponovo nakačene" za spojeni čvor, efektivno stvarajući multigraf. Kargerov osnovni algoritam iterativno skraćuje nasumično odabrane grane sve dok ne ostanu samo dva čvora; ti čvorovi predstavljaju rez u originalnom grafu. Ponavljajući ovaj osnovni algoritam dovoljan broj puta nalazimo, uz veliku verovatnoću, minimalni rez.

## Globalni problem minimalnog reza
Rez {\displaystyle (S,T)} u neorijentisanom grafu {\displaystyle G=(V,E)} particioniše čvor {\displaystyle V} u dva neprazna, razdvojena seta {\displaystyle S\cup T=V}. 
Isečak reza se sastoji od grana {\displaystyle \{\,uv\in E\colon u\in S,v\in T\,\}} koje se nalaze između dva dela.
Veličina (ili težina) reza u ne-težinskom grafu je kardinalnost isečka, npr., broj grana izmedju dva dela, 
{\displaystyle w(S,T)=|\{\,uv\in E\colon u\in S,v\in T\,\}|\,.}
Postoji {\displaystyle 2^{|V|}} načina da se izabere za svaku najvišu tačku, bilo da pripada {\displaystyle S} ili {\displaystyle T}, ali dva od ovih izbora čine {\displaystyle S} ili {\displaystyle T} praznim, i samim tim ne povećavaju broj rezova. Među preostalim izborima, zamenjivanjem uloga {\displaystyle S} i {\displaystyle T} se ne menja rez, tako da se svaki rez broji dva puta; stoga, postoji {\displaystyle 2^{|V|-1}-1} različitih rezova.
Problem minimalnog reza je da nađe rez najmanje veličine od ovih rezova.
Za težinske grafove sa granama pozitivne težine {\displaystyle w\colon E\rightarrow \mathbf {R} ^{+}} težina reza predstavlja sumu težine grana izmedju čvorova u svakom delu
{\displaystyle w(S,T)=\sum _{uv\in E\colon u\in S,v\in T}w(uv)\,,}
što se i slaže sa ne-težinskom definicijom za {\displaystyle w=1}.
Rez se ponekad naziva i “globalni rez” kako bi se razlikovao od “{\displaystyle s}-{\displaystyle t} reza” za dati par temena, koji ima i dodatni zahtev(uslov) da {\displaystyle s\in S} i {\displaystyle t\in T}. Svaki globalni rez je {\displaystyle s}-{\displaystyle t} rez za neke {\displaystyle s,t\in V}. Prema tome, problem minimalnog reza moze biti rešen u polinomijalnom vremenu tako što ćemo da iterišemo(označimo) sve slučajeve {\displaystyle s,t\in V} i rešavajući rezultujući minimum {\displaystyle s}-{\displaystyle t} problema reza koristeći teoremu o maksimalnom protoku-minimalnom rezu i algoritam polinomijalnog vremena za maksimalni protok, kao što je Ford-Fulkersonov algoritam, iako ovaj pristup nije preporučljiv (optimalan). Postoji deterministički algoritam za globalni problem minimalnog reza koji se izvršava u vremenu {\displaystyle O(mn+n^{2}\log n)}.

## Algoritam skraćivanja
Fundamentalna operacija Kargerovog algoritma je forma skraćivanja broja grana. Rezultat skraćivanja grane {\displaystyle e=\{u,v\}} je novi čvor {\displaystyle uv}. Svaka grana {\displaystyle \{w,u\}} ili {\displaystyle \{w,v\}} za {\displaystyle w\notin \{u,v\}} do krajnjih tačaka skraćene grane je zamenjena granom {\displaystyle \{w,uv\}} do novog čvora. Konačno, skraćeni čvorovi {\displaystyle u} i {\displaystyle v} sa svim svojim starim granama su uklonjeni. Rezultujući graf ne sadrži petlje. Rezultat skraćene grane {\displaystyle e} se označava kao {\displaystyle G/e}.
Algoritam skraćivanja iznova i iznova smanjuje nasumično izabrane grane grafa sve dok ne ostanu samo dva čvora, a u tom trenutku postoji samo jedan rez.
```
   
procedura
 skraćivanje(

  

    

      

        
G

        
=

        
(

        
V

        
,

        
E

        
)

      

    

    
{\displaystyle G=(V,E)}

  

):
   
dok
 

  

    

      

        

          
|

        

        
V

        

          
|

        

        
>

        
2

      

    

    
{\displaystyle |V|>2}

  

       izaberi 

  

    

      

        
e

        
∈

        
E

      

    

    
{\displaystyle e\in E}

  

 nasumično ravnomerno
       

  

    

      

        
G

        
←

        
G

        

          
/

        

        
e

      

    

    
{\displaystyle G\leftarrow G/e}

  

   
vrati
 jedini rez iz 

  

    

      

        
G

      

    

    
{\displaystyle G}

  

```

Kada je graf predstavljen listom susedstva ili matricom povezanosti, operacija skraćivanja jedne grane može biti implementirana linearnim brojem ažuriranja glavne strukture, uz ukupno vreme izvršavanja {\displaystyle O(|V|^{2})}. Alternativno, procedura može biti pregledana uz pomoć Kruskalovog algoritma za konsturisanje minimalnog razapinjućeg stabla gde su grane težine {\displaystyle w(e_{i})=\pi (i)} na osnovu nasumične permutacije {\displaystyle \pi }. Uklanjanjem najteže grane ovog stabla se dobijaju dve komponente koje opisuju rez. Na ovaj način, procedura skraćivanja može biti implementirana uz pomoć Kruskalovog algoritma u vremenu {\displaystyle O(|E|\log |E|)}.
Najbolja poznata implementacija je {\displaystyle O(|E|)} vremenske i prostorne složenosti, ili u {\displaystyle O(|E|\log |E|)} vremenu i {\displaystyle O(|V|)} prostoru.

### Verovatnoća uspešnosti algoritma za skraćivanje
U grafu {\displaystyle G=(V,E)} sa {\displaystyle n=|V|} čvorova, algoritam skraćivanja vraća minimalan rez sa polinomijalno malom verovatnoćom {\displaystyle {\binom {n}{2}}^{-1}}. Svaki graf ima {\displaystyle 2^{n-1}-1} rezova, među kojima najviše može biti {\displaystyle {\tbinom {n}{2}}} minimalnih rezova. Stoga, verovatnoća uspešnosti ovog algoritma je mnogo bolja od verovatnoće odabiranja reza nasumično, što je najviše {\displaystyle {\tbinom {n}{2}}/(2^{n-1}-1)}
Na primer, ciklični graf sa {\displaystyle n} čvorova ima tačno {\displaystyle {\binom {n}{2}}} minimalnih rezova, gledavši na svaki izbor od po 2 grane. Procedura skraćivanja nalazi svaku od navedenih sa jednakom verovatnoćom.
Kako bi generalno postavili verovatnoću uspešnosti, neka {\displaystyle C} bude oznaka za ivice odredjenog minimalnog reza veličine {\displaystyle k}. Algoritam skraćivanja vraća {\displaystyle C} ako nijedna od nasumičnih grana ne pripada isečku od {\displaystyle C}. U stvari, skraćivanje prve ivice izbegava {\displaystyle C}, a to se događa sa verovatnoćom {\displaystyle 1-k/|E|}. Minimalni stepen {\displaystyle G} je najmanje {\displaystyle k} (u suprotnom najviša tačka najmanjeg stepena bi indicirala manji rez), tako da je {\displaystyle |E|\geq nk/2}. Stoga, verovatnoća da algoritam skraćivanja izabere granu iz {\displaystyle C} je
{\displaystyle {\frac {k}{|E|}}\leq {\frac {k}{nk/2}}={\frac {2}{n}}.}
Verovatnoća {\displaystyle p_{n}} da algoritam skraćivanja na {\displaystyle n}-čvorni graf izbegne {\displaystyle C} zadovoljava rekurentnu jednačinu {\displaystyle p_{n}\geq {\bigl (}1-{\frac {2}{n}}{\bigr )}p_{n-1}}, sa {\displaystyle p_{2}=1}, što se može proširiti
{\displaystyle p_{n}\geq \prod _{i=0}^{n-3}{\Bigl (}1-{\frac {2}{n-i}}{\Bigr )}=\prod _{i=0}^{n-3}{\frac {n-i-2}{n-i}}={\frac {n-2}{n}}\cdot {\frac {n-3}{n-1}}\cdot {\frac {n-4}{n-2}}\cdots {\frac {3}{5}}\cdot {\frac {2}{4}}\cdot {\frac {1}{3}}={\binom {n}{2}}^{-1}\,.}

### Ponavljanje algoritma skraćivanja
Ponavljanjem algoritma skraćivanja {\displaystyle T={\binom {n}{2}}\ln n} puta sa nezavisnim nasumičnim izborima i vraćanjem najmanjeg reza, verovatnoća da se ne nađe minimalan rez je
{\displaystyle {\Bigl [}1-{\binom {n}{2}}^{-1}{\Bigr ]}^{T}\leq {\frac {1}{e^{\ln n}}}={\frac {1}{n}}\,.}
Ukupno vreme odradjivanja za {\displaystyle T} ponavljanja za graf sa {\displaystyle n} čvorova i {\displaystyle m} grana je {\displaystyle O(Tm)=O(n^{2}m\log n)}.

## Karger-Štajnov algoritam
Nastavak (produžetak) Kargerovog algoritma usled David Karger i Clifford Stein dostiže unapređenje za nivo više.
Osnovna ideja je da se izvršava procedura skraćivanja sve dok graf ne dostigne {\displaystyle t} čvorova.
```
   
procedura
 skraćivanje(

  

    

      

        
G

        
=

        
(

        
V

        
,

        
E

        
)

      

    

    
{\displaystyle G=(V,E)}

  

, 

  

    

      

        
t

      

    

    
{\displaystyle t}

  

):
   
dok
 

  

    

      

        

          
|

        

        
V

        

          
|

        

        
>

        
t

      

    

    
{\displaystyle |V|>t}

  

       izaberi

  

    

      

        
e

        
∈

        
E

      

    

    
{\displaystyle e\in E}

  

 nasumično ravnomerno
       

  

    

      

        
G

        
←

        
G

        

          
/

        

        
e

      

    

    
{\displaystyle G\leftarrow G/e}

  

   
vrati
 

  

    

      

        
G

      

    

    
{\displaystyle G}

  

```

Verovatnoća {\displaystyle p_{n,t}} da ova procedura skraćivanja izbegne određen rez {\displaystyle C} u {\displaystyle n}-čvornom grafu je
{\displaystyle p_{n,t}\geq \prod _{i=0}^{n-t-1}{\Bigl (}1-{\frac {2}{n-i}}{\Bigr )}={\binom {t}{2}}{\Bigg /}{\binom {n}{2}}\,.}
Ovaj izraz je {\displaystyle \Omega (t^{2}/n^{2})} i postaje manji nego od {\displaystyle {\frac {1}{2}}} oko {\displaystyle t=\lceil 1+n/{\sqrt {2}}\rceil }. 
Verovatnoća da je grana iz {\displaystyle C} skraćena raste kako se približava kraju. Ovo motiviše ideju prebacivanja na sporiji algoritam posle određenog broja skraćivanja (koraka skraćivanja).
```
   
procedura
 brziminrez(

  

    

      

        
G

        
=

        
(

        
V

        
,

        
E

        
)

      

    

    
{\displaystyle G=(V,E)}

  

):
   
ako
 

  

    

      

        

          
|

        

        
V

        

          
|

        

        
<

        
6

      

    

    
{\displaystyle |V|<6}

  

:
       
vrati
 minrez(

  

    

      

        
V

      

    

    
{\displaystyle V}

  

)
   
u suprotnom
:
       

  

    

      

        
t

        
←

        
⌈

        
1

        
+

        

          
|

        

        
V

        

          
|

        

        

          
/

        

        

          

            
2

          

        

        
⌉

      

    

    
{\displaystyle t\leftarrow \lceil 1+|V|/{\sqrt {2}}\rceil }

  

       

  

    

      

        

          
G

          

            
1

          

        

        
←

      

    

    
{\displaystyle G_{1}\leftarrow }

  

 skrati(

  

    

      

        
G

      

    

    
{\displaystyle G}

  

, 

  

    

      

        
t

      

    

    
{\displaystyle t}

  

)
       

  

    

      

        

          
G

          

            
2

          

        

        
←

      

    

    
{\displaystyle G_{2}\leftarrow }

  

 skrati(

  

    

      

        
G

      

    

    
{\displaystyle G}

  

, 

  

    

      

        
t

      

    

    
{\displaystyle t}

  

)
       
vrati
 min {brziminrez(

  

    

      

        

          
G

          

            
1

          

        

      

    

    
{\displaystyle G_{1}}

  

), brziminrez(

  

    

      

        

          
G

          

            
2

          

        

      

    

    
{\displaystyle G_{2}}

  

)}
```

### Analiza
Verovatnoća {\displaystyle P(n)} da će algoritam pronaći određeni isečak {\displaystyle C} je zadata rekurentnom relacijom
{\displaystyle P(n)=1-\left(1-{\frac {1}{2}}P\left({\Bigl \lceil }1+{\frac {n}{\sqrt {2}}}{\Bigr \rceil }\right)\right)^{2}}
sa rešenjem {\displaystyle P(n)=O\left({\frac {1}{\log n}}\right)}. Vreme trajanje(izvršavanja) funckije brziminrez zadovoljava
{\displaystyle T(n)=2T\left({\Bigl \lceil }1+{\frac {n}{\sqrt {2}}}{\Bigr \rceil }\right)+O(n^{2})}
sa rešenjem {\displaystyle T(n)=O(n^{2}\log n)}. 
Kako bi se dostigla verovatnoća greške {\displaystyle O(1/n)}, algoritam može biti ponavljan {\displaystyle O(\log n/P(n))} puta, za sveukupno vreme {\displaystyle T(n)\cdot {\frac {\log n}{P(n)}}=O(n^{2}\log ^{3}n)}. Ovo je unapredjenje u odnosu na Kargerov originalni algoritam.

### Pronalaženje svih minimalnih rezova
Teorema: Sa velikom verovatnoćom možemo naći sve minimalne rezove u vremenu {\displaystyle O(n^{2}\ln ^{3}n)}.
Dokaz: Pošto znamo da je {\displaystyle P(n)=O\left({\frac {1}{\ln n}}\right)}, stoga nakon izvršavanja ovog algoritma{\displaystyle O(\ln ^{2}n)} puta, verovatnoća da se minimalni rez ne pronađe je
{\displaystyle \Pr[{\text{neuspelo nalaženje odredjenog min-reza}}]=(1-P(n))^{O(\ln ^{2}n)}\leq \left(1-{\frac {c}{\ln n}}\right)^{\frac {3\ln ^{2}n}{c}}\leq e^{-3\ln n}={\frac {1}{n^{3}}}}.
Postoji najmanje {\displaystyle {\binom {n}{2}}} minimalnih rezova, otuda je verovatnoća za ne-nalaženje bilo kog minimalnog reza
{\displaystyle \Pr[{\text{neuspelo nalaženje bilo kog min-reza}}]\leq {\binom {n}{2}}\cdot {\frac {1}{n^{3}}}=O\left({\frac {1}{n}}\right).}
Verovatnoća za neuspeh u pronalaženju je izuzetno mala kada je n dovoljno veliko.∎

### Poboljšanje
Kako bi se odredio minimalni rez mora se proći kroz sve grane grafa bar jednom, što se obavlja za u {\displaystyle O(n^{2})} vremenu u gustom grafu. Karger-Štajnov algoritam za određivanje minimalnog reza se izvršava u {\displaystyle O(n^{2}\ln ^{O(1)}n)} vremenu, što je približno gore navedenom.